# The Decision of Jim O'Farrell
The Decision of Jim O'Farrell è un cortometraggio muto del 1914 diretto da E.A. Martin.

## Produzione
Il film fu prodotto dalla Selig Polyscope Company.

## Distribuzione
Distribuito dalla General Film Company, il film - un cortometraggio in una bobina - uscì nelle sale cinematografiche statunitensi il 26 agosto 1914.